# PstI
PstI es una enzima de restricción de tipo II (EC 3.1.21.4) producida por el microorganismo Providencia stuartii que posee una diana de restricción en el ADN de cadena doble dependiente de una secuencia no metilada, palindrómica y asimétrica, sobre la cual su actividad catalítica hidrolasa genera extremos cohesivos.
La diana de restricción puede representarse según este diagrama:
| Sitio de reconocimiento | Resultado del corte   |
| 5' CTGCAG 3' GACGTC     | 5' CTGCA G 3' G ACGTC |